# Calosoma kuschakewitschi
Calosoma (Callisthenes) kuschakewitschi – gatunek chrząszcza z rodziny biegaczowatych, podrodziny Carabinae i plemienia Carabini.
Gatunek ten został opisany w 1870 roku przez Ernsta von Balliona. 
Tęcznik o ciele długości od 18 do 30 mm. Przedplecze ma nieco pomarszczone lub kropkowane. Pokrywy o rzędach zaznaczonych słabymi kropkami, bardzo spłaszczonych międzyrzędach i niezbyt szerokich, prawie gładkich obrzeżeniach.
Chrząszcz palearktyczny, środkowoazjatycki. Występuje w Kazachstanie i Uzbekistanie, na obszarze Turanu i Tienszanu.
Wyróżnia się 4 lub 5 podgatunków tego chrząszcza:
- Calosoma kuschakewitschi batesoni Semenov et Redikorzev, 1928
- Calosoma kuschakewitschi kuschakewitschi Ballion, 1870
- Calosoma kuschakewitschi plasoni Born, 1917
- Calosoma kuschakewitschi sidzhakensis Obydov, 2008
- Calosoma kuschakewitschi solskyanus Obydov, 1999

Sandro Bruschi traktuje C. k. sidzhakensis jako synonim podgatunku nominatywnego, natomiast wyróżnia podgatunek Calosoma kuschakewitschi glasunowi Semenov, 1900.